# Qutuqa Beki
Qutuqa Beki (en mongol : Худуга бэхи/Хутуга бэх ; ᠬᠤᠳᠤᠭ᠎ᠠ ᠪᠡᠬᠢ) était un Khan des Oirats du XIIIe siècle qui joua un rôle majeur dans la formation de l'empire mongol.

## Biographie
Les premières mentions de Qutuqa Beki dans L'Histoire secrète des Mongols remontent à 1201, lorsque plusieurs rois (khan), prêtèrent allégeance à Jamukha et le choisirent comme gurkhan, s'engageant à lutter contre Gengis Khan. Selon une histoire, lui et le roi Naiman Buyruq Khan auraient utilisé un jada ou « pierre du tonnerre » pour déclencher une puissante tempête sur l'armée de Gengis Khan. Mais le stratagème magique s'est retourné contre lui lorsqu'un vent inattendu a repoussé la tempête à Qutuqa. Buyruq, troublé par cette tempête, quitta l'alliance et se retira du côté sud des montagnes de l'Altaï. Par la suite, Gengis Khan a vaincu Jamukha et les Naimans, mais les Oirats n'avaient pas encore été conquis au moment de la formation de l'empire mongol en 1206. Néanmoins, lorsqu'en 1207 Gengis Khan donna à son fils aîné Jochi l'ordre de conquérir les « peuples de la forêt », Qutuqa fut l'un des premiers à obéir, arrivant avec 10 000 soldats Oirat. Il se rendit ensuite à la cour du khan et se soumit personnellement. Après avoir reçu un allié si puissant, Gengis épousa deux femmes de sa famille avec les enfants de Qutuqa, créant ainsi l'une des alliances les plus fructueuses de l'histoire mongole,. Il mena une attaque contre Botokhoi Targun, roi de Khori-Tumed mais fut capturé. Plus tard, il reçut Botokhui comme concubine après que Gengis Khan ait mené une attaque contre eux personnellement et les ait maîtrisés.

## Famille
Il a eu au moins 3 enfants, tous mariés à des Bordjiguines, mais les sources diffèrent sur quel fils a épousé qui :
1. Toralchi Güregen — selon L'Histoire secrète des Mongols était marié à Holuikhan (fille de Jochi )[1], mais selon le Compendium des Chroniques, il reçut la main de Checheyigen (fille de Gengis)[5]
  1. Buqa Temür - commandant d'un tümen à Ilkhanate
    - Chupan - marié à Nomoghan, fille d'Ariq Böke et Ashitai Khatun
    - Jagir (ou Chakar) - marié à Manggugan Khatun, fille de Hulagu
      - Taraghai Güregen — marié à Manggugan Khatun, fille de Hulagu en lévirat, puis Ara Qutlugh, fille de Möngke Temür[4]

    - Tolun Khatun — marié à Jumghur[6] avant les années 1270, puis à Tekshin (jusqu'au 12 septembre 1271), tous deux fils de Hulagu

  2. Börtö'a — marié à la princesse Yixiji[7], fille de Gengis Khan[8]
    - Uluq
    - Rachin

  3. Bars Buqa — marié à El-Temür, fille de Tolui et Linqgun Khatun (fille de Kuchlug)[8]
    - Shirab et Beglamish
      - Toq-Temür (père inconnu) - marié à Emegen, fille de Malik Temür, fils d'Ariq Böke

    - Emegen Khatun - marié à Malik Temür, fils d'Ariq Böke

  4. Elchikmish Khatun - marié à Ariq Böke, puis à son fils Nairaqu Buqa
    - Ashiqtai (avec Nairaqu)

  5. Orghana Khatun - mariée à Qara Hülegü
  6. Güyük Khatun - marié à Hulagu
  7. Öljei Khatun - mariée à Hulagu, puis à Abaqa
  8. Küchü Khatun — marié à Toqoqan
    1. Mengu-Timur
    2. Tode Mongke
2. Inalchi — selon L'Histoire secrète des Mongols était marié à Checheyigen (fille de Gengis)[1], mais selon le Compendium des Chroniques, il reçut la main de Holuikhan (fille de Jochi )[5]
  1. Boudouz
    - Negütai
    - Aqu Temür
3. Oghul Tutmish — initialement fiancé à Tolui, mais après sa mort, elle s'est marié avec Möngke
  1. Shirin
  2. Bichige